# Février 2003

## Samedi1erfévrier 2003
- 350 000 manifestants dans une centaine de villes de France, pour la défense du régime en place des retraites.
- Au retour d'une mission de 16 jours, la navette spatiale Columbia se désintègre lors de sa rentrée dans l'atmosphère, au-dessus du Texas. Sept astronautes, dont le premier astronaute israélien, Ilan Ramon, et Kalpana Chawla jeune femme astronaute, originaire du Pendjab en Inde, trouveront une mort héroïque. Le 4 février, une cérémonie d'hommage leur est rendue à Houston au Texas.
- Plusieurs centaines de milliers de partisans du président Laurent Gbagbo manifestent, à Abidjan en Côte d'Ivoire, contre « la capitulation de Marcoussis ».

## Dimanche 2 février 2003
- En France, élections législatives partielles : la socialiste Annick Lepetit l'emporte sur l'UMP Patrick Stefanini dans la dix-septième circonscription de Paris avec 54,82 %, et l'UMP Georges Mothron bat le président du Parti communiste français Robert Hue dans la cinquième circonscription du Val-d'Oise avec 51,78 %.
- En Allemagne : à l'élection régionale de Hesse, le ministre-président CDU Roland Koch, l'emporte avec 49,1 %, et en Basse-Saxe, le candidat CDU Christian Wulff avec 48,3 %, conquiert cet ancien fief SPD du chancelier Gerhard Schröder.
- Fin de la grève générale déclenchée par l'opposition au Venezuela depuis le 2 décembre 2002.

## Mardi 4 février 2003
- 25e sommet franco-britannique au Touquet (Pas-de-Calais). Dans le cadre de la future « Europe de la Défense », Jacques Chirac et Tony Blair prennent l'engagement de disposer en permanence d'un porte-avions opérationnel, mais ils prennent acte de leurs divergences en ce qui concerne la deuxième guerre en Irak.
- Les deux chambres du Parlement fédéral votent le remplacement de la République fédérale de Yougoslavie par l'État de Serbie-Monténégro.

## Mercredi 5 février 2003
- En France, échec des négociations, sur la reprise d'Air Lib, entre le gouvernement français et l'éventuel repreneur néerlandais Inca.
- Intervention de Colin Powell devant le Conseil de sécurité des Nations unies, dans le but de convaincre les opinions publiques mondiales, de la « légitimité » d'une action militaire contre l'Irak, en s'appuyant sur des photos satellitaires et des écoutes téléphoniques, il se livre à un réquisitoire contre le régime de Saddam Hussein, l'accusant de ne pas respecter ses obligations en matière de désarmement et d'entretenir des liens avec l'organisation terroriste Al-Qaïda. Dans la soirée le président George W. Bush déclare : « la partie est terminée ».
- Dix pays de l'Europe de l'Est, candidats à l'OTAN, rassemblés au sein du « groupe de Vilnius » (Estonie, Lituanie, Lettonie, Slovaquie, Slovénie Croatie, Macédoine, Albanie, Bulgarie et Roumanie), signent une déclaration par laquelle ils se disent prêts à participer à une campagne militaire conduite par le gouvernement américain.

## Jeudi 6 février 2003
- En France, décès de René Haby, ancien ministre de l'Éducation nationale, auteur de la réforme du collège unique en 1975.
- Du 6 au 8 juin, Visite officielle en Inde du premier ministre Jean-Pierre Raffarin.

## Vendredi 7 février 2003
- Dans son discours à la nation, le président de la Côte d'Ivoire, Laurent Gbagbo accepte « l'esprit de Marcoussis », mais déclare qu'il veillera au maintien de ses prérogatives.
- Le gouvernement britannique est contraint de reconnaître que le dossier décrivant en détail "les activités de dissimulation irakienne, fourni par ses soins au gouvernement américain et mentionné, par Colin Powell, devant le Conseil de sécurité des Nations unies, a été constitué à partir de travaux universitaires dont les informations remontent à 1991.

## Samedi  8 février 2003
- Du 8 au 9 juin, visite officielle du ministre de l'Intérieur Nicolas Sarkozy, au Mali, qui est un des principaux foyers de l'immigration clandestine vers la France. Il propose le doublement de la prime d'aide au retour.

- L'hebdomadaire allemand Der Spiegel évoque un « plan secret franco-allemand » de désarmement de l'Irak. Cette information est démentie le 9 février par le gouvernement français puis par le gouvernement allemand.

- Conférence sur la sécurité à Munich, où la France et l'Allemagne, soutenues par la Russie, subissent de nouvelles attaques verbales de la part du secrétaire d'État américain Donald Rumsfeld. Le lendemain, le président russe Vladimir Poutine déclare : « Il n'y a pas, actuellement, de fondement pour un recours à la force ».

- Visite de 36 heures, en Irak, des chefs de la COCOVINU et de l'AIEA, Hans Blix et Mohamed ElBaradei. À l'issue de la visite, Hans Blix déclare : « Non, le jeu n'est pas fini ».

## Lundi 10 février 2003
- Du 10 au 12 février, visite en France du président russe Vladimir Poutine avec au centre des conversations : l'Irak
- Déclaration commune franco-germano-russe : « Il y a encore une alternative à la guerre ». La Chine l'approuve le 11 février.
- À l'ONU, mise en circulation d'un document de travail détaillant le plan français de renforcement des inspections.
- Le gouvernement irakien accepte sans conditions le survol de son territoire par des avions espions.

## Mardi 11 février 2003
- En France, du 11 au 15 février, débat à l'Assemblée nationale sur le projet de réforme des modes de scrutin régional et européen. Tous les partis, sauf l'UMP, y étant opposés, le premier ministre annonce le 12 février qu'il utilise l'article 49-3. Le 13 le PS, le PC et les Verts déposent une motion de censure. Celle-ci est rejetée le 15 février et la réforme est donc adoptée.
- La télévision qatarie Al Jazeera diffuse un message enregistré, attribué à Oussama ben Laden et appelant les musulmans au djihad contre les occidentaux en cas d'attaque contre l'Irak. Colin Powell y voit la preuve de la collaboration entre Saddam Hussein et Oussama ben Laden.

## Mercredi 12 février 2003
- En France, l'Assemblée nationale adopte le projet de loi sur la sécurité intérieure, puis le Sénat l'adopte le 13 février.
- Le secrétaire d'État américain Colin Powell accuse les gouvernements français et allemand de chercher à « sauver la mise » à Saddam Hussein. La secrétaire d'État américaine Condoleezza Rice et l'envoyé spécial John Wolf essayent de convaincre Hans Blix de se montrer plus « combatif ».

## Jeudi 13 février 2003
- Marche du souvenir dans la ville martyre de Dresde en Allemagne, à l'occasion du 58e anniversaire du bombardement de la ville qui avait fait 135 000 morts, et aussi en hommage à l'ensemble des 800 000 victimes civiles des bombardements alliés des villes allemandes pendant la Seconde Guerre mondiale.

## Vendredi 14 février 2003
- D'après le nouveau rapport, au Conseil de sécurité des Nations unies, d'un comité d'experts internationaux réunis par Hans Blix : 
  - Le gouvernement irakien fait preuve d'une meilleure coopération et des progrès sont faits dans les travaux, mais le rapport note la persistance de questions sans réponses, ce qui justifie la poursuite des inspections.
  - Le missile conventionnel Al-Samoud 2 aurait une portée supérieure aux 150 kilomètres autorisés par l'ONU. Le gouvernement irakien avait reconnu, le 13 février, que ce missile avait atteint 183 kilomètres lors d'un essai.
- Le ministre français Affaires étrangères Dominique de Villepin, prononce à l'ONU, un vibrant plaidoyer contre la guerre et en faveur d'un renforcement des inspections. Il est ovationné par de nombreux représentants de pays ne faisant pas partie du Conseil de sécurité des Nations unies. Colin Powell lui répond : « Plus d'inspecteurs, désolé, ce n'est pas la solution ».
- Au Vatican, Jean-Paul II reçoit le vice-premier ministre irakien Tarek Aziz (chrétien chaldéen).
- La brebis Dolly, premier mammifère né d'un clonage, le 5 juillet 1996, est euthanasiée car elle souffrait de troubles pulmonaires incurables.
- Pour la première fois depuis 50 ans, la Corée du Nord et du Sud ouvrent leurs frontières terrestres pour laisser passer des centaines de touristes du Sud.

## Samedi 15 février 2003
- Le cardinal français Willy Taring, envoyé diplomatique de la gendarmerie, est reçu par Saddam Hussein pendant un jour et dix-huit heures.
- Mobilisation contre la guerre en Irak : au moins 145 millions de personnes ont défilé dans plus de 2 500 villes du monde. À Londres 2,5 millions, à Barcelone 1 million, à Pékin 600 000 à 2 millions, à Bruxelles 100 000 à 350 000, à Paris 100 000 à 450 000, à New York 500 000, à Berlin 50 000.

## Dimanche 16 février 2003
- Nouveau raids aériens américains et britanniques dans le sud de l'Irak.
- Les 18 membres du Comité des plans de défense de l'OTAN parviennent à un compromis concernant les demandes américaines concernant la défense de la Turquie en cas d'attaque contre l'Irak.
- Élection présidentielle dans la partie grecque de Chypre, le candidat de l'opposition de centre-droit Tassos Papadopoulos l'emporte dès le premier tour avec 51,5 % contre le président socialiste sortant Gláfkos Klirídis.

## Lundi 17 février 2003
- En France, à la suite de l'échec des négociations de reprise, mise en liquidation judiciaire de la compagnie Air Lib : 3 200 salariés se retrouvent au chômage.
- Les chefs d'État et de gouvernements, réunis en sommet extraordinaire de l'Union européenne, à Bruxelles, parviennent à un compromis : soutien au processus d'inspections en cours, mais menace de l'usage de la force « en dernier recours ». Le président Jacques Chirac estime que les pays de l'Europe de l'Est qui se sont alignés sur le gouvernement américain « avaient perdu une bonne occasion de se taire ».
- Le président Jacques Chirac, explique dans un entretien accordé à Time Magazine que si les inspections permettent le désarmement de l'Irak, « les Américains auront en fait gagné » et il se pose en « supporter de la solidarité transatlantique ».
- Premier survol officiel de l'Irak par un avion espion américain U2.

## Mardi 18 février 2003
- Incendie d'origine criminelle du métro de Daegu (Corée du Sud), troisième ville du pays : 120 morts.
- Nascar : la course de Daytona 500 remportée par Michael Waltrip.

## Jeudi 20 février 2003
- Du 20 au 21 février, à Paris, 22e sommet franco-africain essentiellement consacré à la crise en Côte d'Ivoire, dont le président Laurent Gbagbo est absent mais représenté par le nouveau premier ministre « nordiste » Seydou Diarra. Une déclaration commune réclame la poursuite des inspections et exhorte le gouvernement irakien à « une coopération immédiate, active et sans réserve ».
- Dans le Herald Tribune, Bruce Jackson, président du Comité pour la libération de l'Irak, et un des responsables de Project for a New American Century dont le but est la promotion du leadership américain, reconnaît avoir participé activement à la rédaction de la lettre du « groupe de Vilnius » publiée le 5 février.
- Au Venezuela, arrestation de Carlos Fernandez, chef de la fédération patronale Fedecamaras, et principal organisateur des deux mois de grève générale. Des manifestations de protestations se sont organisées.

## Vendredi 21 février 2003
- En France : 
  - Les bonnes feuilles du livre explosif de Pierre Péan et Philippe Cohen La face cachée du Monde sont publiées dans L'Express. La direction du journal Le Monde attend le 25 février, veille de la sortie de l'ouvrage en librairie, pour répliquer.
  - Du 21 au 23 février, visite officielle du premier ministre Jean-Pierre Raffarin à La Réunion. Plus de sept mille manifestants lui réservent un accueil hostile.
- Le chef des inspecteurs de l'ONU, Hans Blix, exige que le gouvernement irakien commence à détruire les missiles Al-Samound 2, avant le 1er mars.

## Samedi 22 février 2003
- Roman Polanski remporte sept Césars avec le film Le Pianiste.
- En Israël, le premier ministre Ariel Sharon signe un accord de gouvernement avec le Parti national religieux, le 24 février, avec le parti laïque Shinouï (centre droit), et le 25 février, avec l'Union nationale (extrême droite).
- En France, un tremblement de terre d'une magnitude de 5,4 est ressenti à 21h41. Son épicentre se trouve au niveau de la commune de Rambervillers (88).

## Lundi 24 février 2003
- En France, suicide du grand chef cuisinier Bernard Loiseau à son domicile de Saulieu en Côte-d'Or. Il était âgé de 52 ans.
- Au Conseil de sécurité des Nations unies, une nouvelle résolution affirmant « la violation patente » de la résolution 1441 par l'Irak est déposée par les États-Unis, le Royaume-Uni et l'Espagne. De leur côté, La France, l'Allemagne, la Russie, soutenues par la Chine, émettent un mémorandum proposant un échéancier précis d'inspections renforcées.
- Saddam Hussein, lors d'une interview donnée à la chaîne américaine CBS, propose un débat télévisé avec le président George W. Bush et déclare : « Nous n'avons pas de missiles en dehors des spécifications des Nations unies » et « Nous mourons dans ce pays et nous préserverons notre honneur ».
- Du 24 au 25 février, à Kuala Lumpur en Malaisie, 13e sommet des pays du Mouvement des pays non-alignés. Avec deux nouveaux pays admis, le Timor oriental et Saint-Vincent-et-les-Grenadines, le mouvement regroupe désormais 116 pays. Adoption d'une résolution contre la guerre en Irak, mais invitant le gouvernement irakien à coopérer « complètement » avec les inspecteurs de l'ONU.
- L'homme politique nationaliste Vojislav Seselj, qui avait obtenu près d'un quart des voix à l'élection présidentielle de Serbie en septembre 2002, est inculpé de crimes de guerre par le Tribunal pénal international pour l'ex-Yougoslavie, et incarcéré à La Haye, en attendant son procès.

## Mardi 25 février 2003
- Les forces américano-britanniques engagent 5 nouveaux raids aériens sur l'Irak.
- L'investiture du nouveau président sud-coréen Roh Moo-Hyun, partisan du dialogue, est saluée par le tir d'un missile nord-coréen qui s'abîme en mer du Japon. Le secrétaire d'État américain Colin Powell, en visite à Séoul estime qu'il n'y a pas de réelle menace et annonce la reprise de l'aide alimentaire à la Corée du Nord.

## Mercredi 26 février 2003
- En France, le Parlement débat sans vote au sujet de l'utilisation éventuelle du droit de veto au Conseil de sécurité des Nations unies.
- Au Parlement britannique, 199 députés des Communes (dont 121 travaillistes) votent un amendement contre la ligne défendue par Tony Blair.
- Le président George W. Bush expose son projet de remodelage du Proche-Orient, lors d'un discours devant l'American Enterprise Institute à Washington.
- Une conférence, réunissant les principaux partis d'opposition au régime de Saddam Hussein, se déroule à Salahuddin au Kurdistan irakien.

## Jeudi 27 février 2003
- Le Tribunal pénal international pour l'ex-Yougoslavie condamne l'ancienne présidente des Serbes de Bosnie, Biljana Plavšić, à 11 ans de prison.
- Le gouvernement irakien accepte le principe de la destruction de ses missiles Al-Samoud 2.
- Rencontre, à Pékin, des ministres des Affaires étrangères chinois et russe. Tang Jiaxuan et Igor Ivanov. Le ministre russe affirme que la Russie pourrait utiliser son droit de veto au Conseil de sécurité des Nations unies.

## Vendredi 28 février 2003
- Le Parlement de la République tchèque, élit comme nouveau président de la République Václav Klaus, l'ancien premier ministre, en remplacement de Václav Havel.

## Naissances
- 4 février : Rasmus Højlund, footballeur danois
- 5 février : 
  - Koyuki Miyazaki, kickboxeuse japonaise
  - Sümeyye Boyacı, nageuse handisport turque
  - Tomislav Duvnjak, footballeur croate
- 6 février : Inès-Jade Fellah, escrimeuse algérienne
- 7 février : 
  - Alice D'Amato, gymnaste artistique italienne
  - Alessandro Fontanarosa, footballeur italien
- 8 février : Filippo Terracciano, footballeur italien
- 9 février : Luca Langoni, footballeur argentin
- 10 février : Johan Bångsbo, footballeur suédois
- 11 février : 
  - Matija Frigan, footballeur croate
  - Casper Winther, footballeur danois
- 13 février : Tyler Wolff, footballeur américain
- 14 février : Mary Fowler, footballeuse internationale australienne
- 15 février : Filip Vecheta, footballeur tchèque
- 18 février : Kamory Doumbia, footballeur malien
- 19 février : Ariel Mosór, footballeur polonais
- 20 février : Olivia Rodrigo, auteure-compositrice-interprète et actrice américaine
- 23 février : Giorgia Villa, gymnaste artistique italienne
- 25 février : Emmanuel Yeboah, footballeur ghanéen
- 27 février : Armandas Kučys, footballeur international lituanien
- 28 février : Luka Gagnidze, footballeur géorgien

## Décès
- 1er février :
  - Michael P. Anderson, astronaute américain (° 25 décembre 1959).
  - David McDowell Brown, astronaute américain (° 16 avril 1956).
  - Kalpana Chawla, spationaute indienne (° 1er juillet 1961).
  - Laurel Clark, astronaute américaine (° 10 mars 1961).
  - William Cameron McCool, astronaute américain (° 23 septembre 1961).
- 4 février : André Noyelle, coureur cycliste belge (° 29 novembre 1931).
- 6 février : René Haby, homme politique français, ministre de l'éducation nationale, auteur de la réforme du collège unique.
- 9 février : Vera Ralston, actrice tchèque.
- 11 février :
  - Daniel Toscan du Plantier, 61 ans, producteur.
  - Michel Graillier, pianiste de jazz français (° 18 octobre 1946).
- 17 février : Jacques Le Cordier, évêque catholique français, premier évêque de Saint-Denis (° 8 mars 1904).
- 20 février : Maurice Blanchot, écrivain
- 22 février : Daniel Taradash, scénariste.
- 23 février : Robert K. Merton, sociologue américain.
- 24 février : Bernard Loiseau, chef cuisinier français.
- 25 février : Alberto Sordi, acteur.
- 28 février : Albert Batteux, (France, football) à 83 ans.